# Ermita de Santa Maria del Catllar
L'ermita de Santa Maria del Catllar (o Nostra Senyora del Catllar) és una capella romànica d'una sola nau amb absis i volta de canó situada al municipi de Vilallonga de Ter (Ripollès), en un turó on hi hagué abans el castell del Catllar o «Castellario», del qual no se'n conserven restes, i que donà nom al llinatge Catllar o Descatllar. És una obra inclosa en l'Inventari del Patrimoni Arquitectònic de Catalunya.

## Descripció
Adossats als murs laterals hi ha dos bancs d'obra, que deuen correspondre a l'època en què es va fer el cor, al qual s'accedeix des d'una porta oberta a l'exterior del mur nord de la nau. L'absis queda tancat amb una reixa de forja molt treballada. Darrere aquesta reixa, i a la part nord de la nau, hi ha una porta que condueix a la sagristia. La façana és llisa, amb una porta d'arc de mig punt sobre la qual hi ha un ull de bou i al cim una espadanya que agafa tota l'amplada de la façana amb dos forats i una campana. A l'absis hi ha un retaule de poc valor artístic, d'estil barroc amb una Mare de Déu moderna. L'interior i l'exterior són arrebossats i pintats de blanc.

## Història
El santuari es coneix des del segle xii, primer dedicat a Sant Pere i després a Santa Maria del Catllar. L'any 1121 hi ha documentada una definició de l'alou de Sant Pere del Catllar a favor del monestir de Sant Pere de Camprodon. L'any 1202, però, Guillem de Catllar donà a l'església de Santa Maria del Catllar un conjunt de relíquies portades de Terra Santa i l'any següent enfranquí l'ermità de tota servitud i lliurà a la capella (1203) i al seu sacerdot beneficiat un home cec anomenat Joan. Al segle xiv, en un nomenclàtor on es relacionen les esglésies de l'ardiaconat de Besalú, s'hi esmenta «capella Beate Marie castri de Castllario in parrochia Sancti Martini de Vilallonga» 
El castell del Catllar existia ja abans de 1070 i els seus senyors, que arribaren a dominar tot el terme de Vilallonga, llevat de Tregurà i que foren senyors de Rocabruna, del castell de Besora i altres dominis, van assegurar el patrimoni de la capella de Santa Maria, administrat pels seus sacerdots fins a l'any 1768. Des d'aquest any fins al 1866, la capella tingué una administrador seglar. En extingir-se el llinatge dels Catllar el 1789 podria ser que els nous propietaris emprenguessin la restauració del santuari amb les transformacions barroques que han perdurat fins ara.
Actualment només s'oficia una vegada l'any.